# Onze-Lieve-Vrouwekerk (Sint-Truiden)
De Onze-Lieve-Vrouwekerk, ook wel Kerk van Onze-Lieve-Vrouw-Tenhemelopneming of Onze-Lieve-Vrouw-Hemelvaartkerk, is een deels gotisch, deels neogotisch kerkgebouw in het centrum van de Belgisch Limburgse stad Sint-Truiden. De kerk is de hoofdparochiekerk van Sint-Truiden en herbergt onder andere een belangrijke kerkschat.

## Geschiedenis
De huidige Onze-Lieve-Vrouwekerk is de derde kerk op deze plaats. De oudste kerk dateerde uit de 11e eeuw en werd gebouwd onder leiding van abt Adelardus II van de abdij van Sint-Trudo. Deze eerste kerk werd in 1086 door brand verwoest. De exacte bouwdatum van de tweede kerk is niet bekend; de eerste vermelding is uit 1107. Tot 1133 was dit de enige parochiekerk van de stad, waarna ook de Sint-Gangulfuskerk parochiale rechten kreeg.
In 1399 werd de kerk door de Luikse prins-bisschop Jan van Beieren verheven tot kapittelkerk met twaalf seculiere kanunniken. De kanunniken werden benoemd door de abten van Sint-Truiden. Hierna werd het nog grotendeels romaanse gebouw versneld omgebouwd in de stijl van de gotiek. De kerk bezat reeds een ruim priesterkoor uit de eerste helft van de 14e eeuw, waar de kanunniken konden plaatsnemen in hun koorbanken. Het schip en de zijbeuken kwamen in de 15e eeuw tot stand. In 1542 werd in opdracht van de abdij de Onze-Lieve-Vrouwekapel toegevoegd.
De oorspronkelijke toren werd gebouwd tussen 1504 en 1556, maar deze stortte in 1668 in. Bij gebrek aan financiële middelen werd deze niet herbouwd. Bij wijze van vieringtoren werd een dakruiter op het dak geplaatst, waarin de kerkklokken een plaats kregen. De huidige toren met twee traptorentjes werd eerst tussen 1847 en 1852 gebouwd door de Gentse architect Lodewijk Roelandt, naar een eerder ontwerp van architect J. Gerard. Voor het oprichten van de neogotische toren moest de kerk met één travee worden ingekort.
Ongeveer tezelfdertijd (1848-64) werd de kerk grondig gerestaureerd, waarbij de neogotische ornamenten aan de buitenzijde en de gotische tracering van de kerkramen werd aangebracht. De portalen dateren van 1878. In 1912 werd de oorspronkelijke sacristie door de huidige, kleinere vervangen. De laatste restauratie vond plaats van 1970-72 onder leiding van architect P. Van Mechelen.
Tegenwoordig fungeert de Onze-Lieve-Vrouwe-Hemelvaartkerk als parochiekerk binnen het Bisdom Hasselt. De kerk is overdag vrij toegankelijk. De schatkamer is gratis toegankelijk.

## Beschrijving

### Exterieur

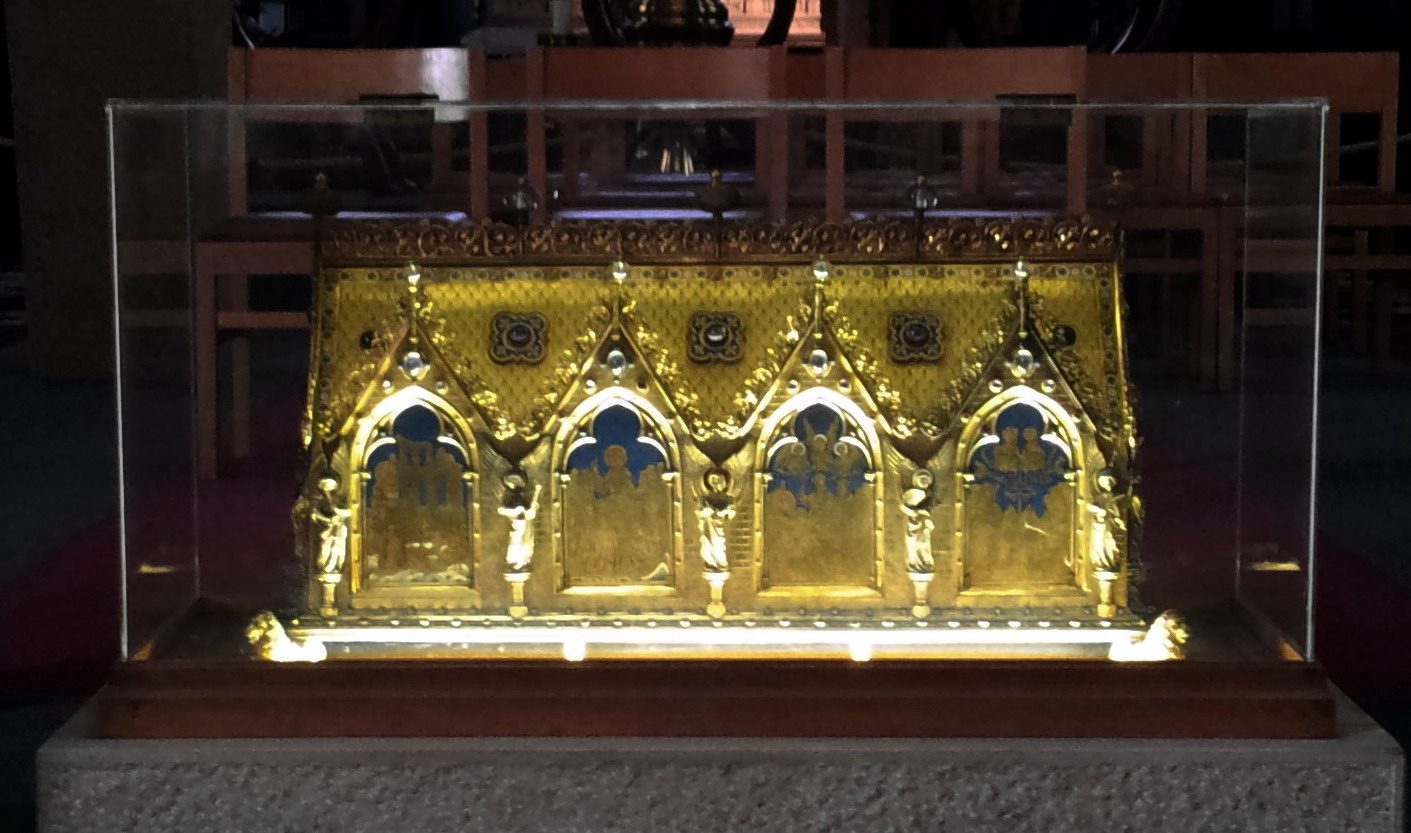
Reliekschrijn onder het altaar

De witte, zandstenen westfaçade van de kerk met de hoge, spitse toren domineert het oostelijk gedeelte van de Grote Markt. De neogotische toren heeft vier geledingen met een achtkantige lantaarn, bekroond door een naaldspits die met leien is gedekt. De torengeledingen zijn versierd met ajourwerk, boogfriezen, geprofileerde spitsboogvensters en een roosvenster. De toren wordt geflankeerd door twee traptorentjes en twee steunberen. Zowel het portaal in de westgevel, als de noordelijke en zuidelijke portalen, zijn neogotisch, spitsboogvormig en van zandsteen. In de noordgevel bevindt zich nog een vierde portaal.
Het gotische schip is van baksteen op een plint van kalksteen. Het zadeldak, met kleine dakkapellen en een dakruiter met peervormige spits, wordt gesteund door luchtbogen en steunberen. Boven de zijbeuken bevinden zich lessenaarsdaken, met leien gedekt. De noordelijke en zuidelijke transeptarm zijn beide voorzien van steunberen. De hardstenen pinakels zijn neogotisch; de spitsboogvensters sterk gerestaureerd.
De laatgotische, bakstenen Onze-Lieve-Vrouwekapel is een uitbouw van de derde travee van de noordelijke zijbeuk, uitspringend ten opzichte van de rest van het gebouw. Het gotische koor is eveneens opgetrokken van baksteen en is voorzien van hoge spitsboogvensters.

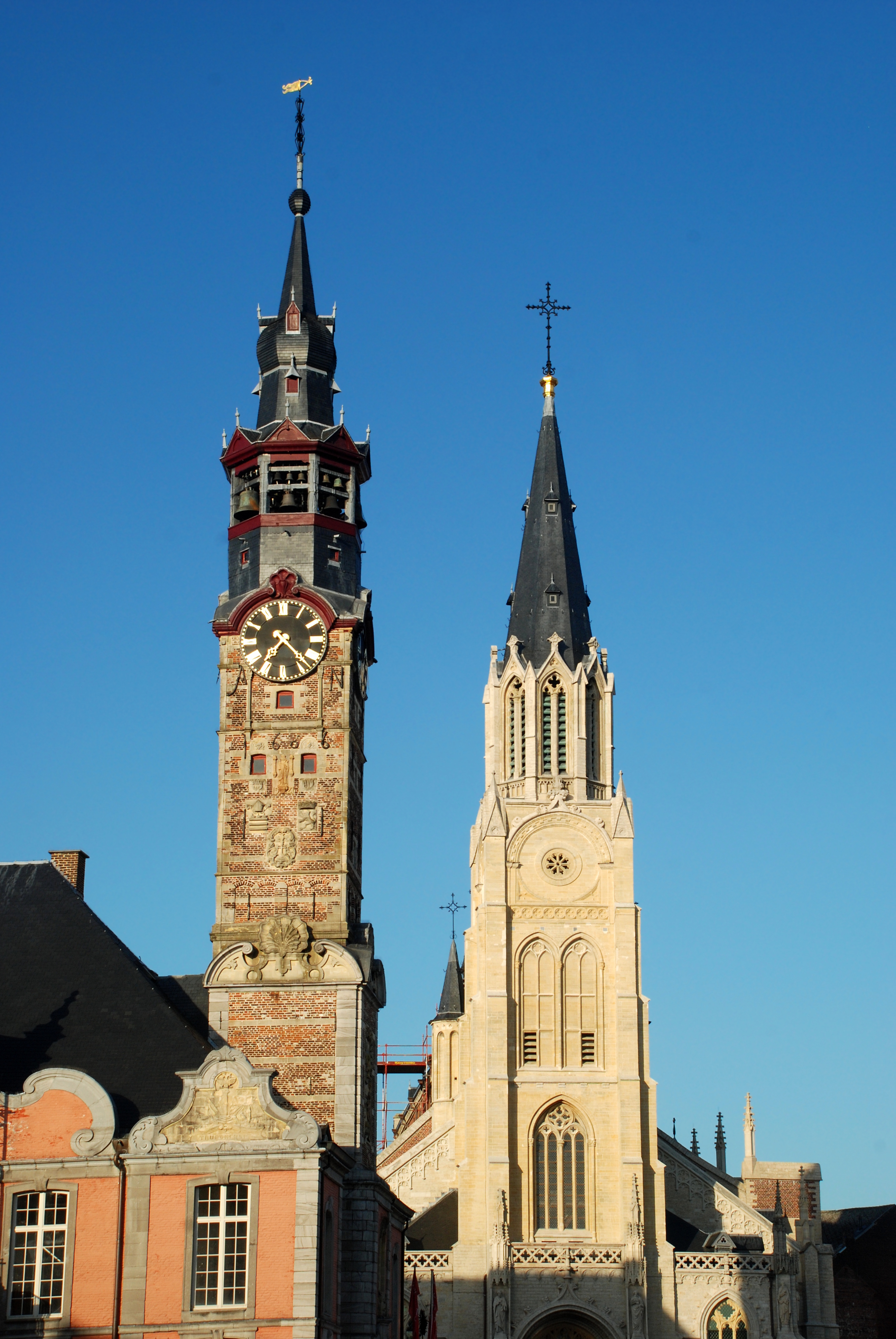
Belfort en kerktoren
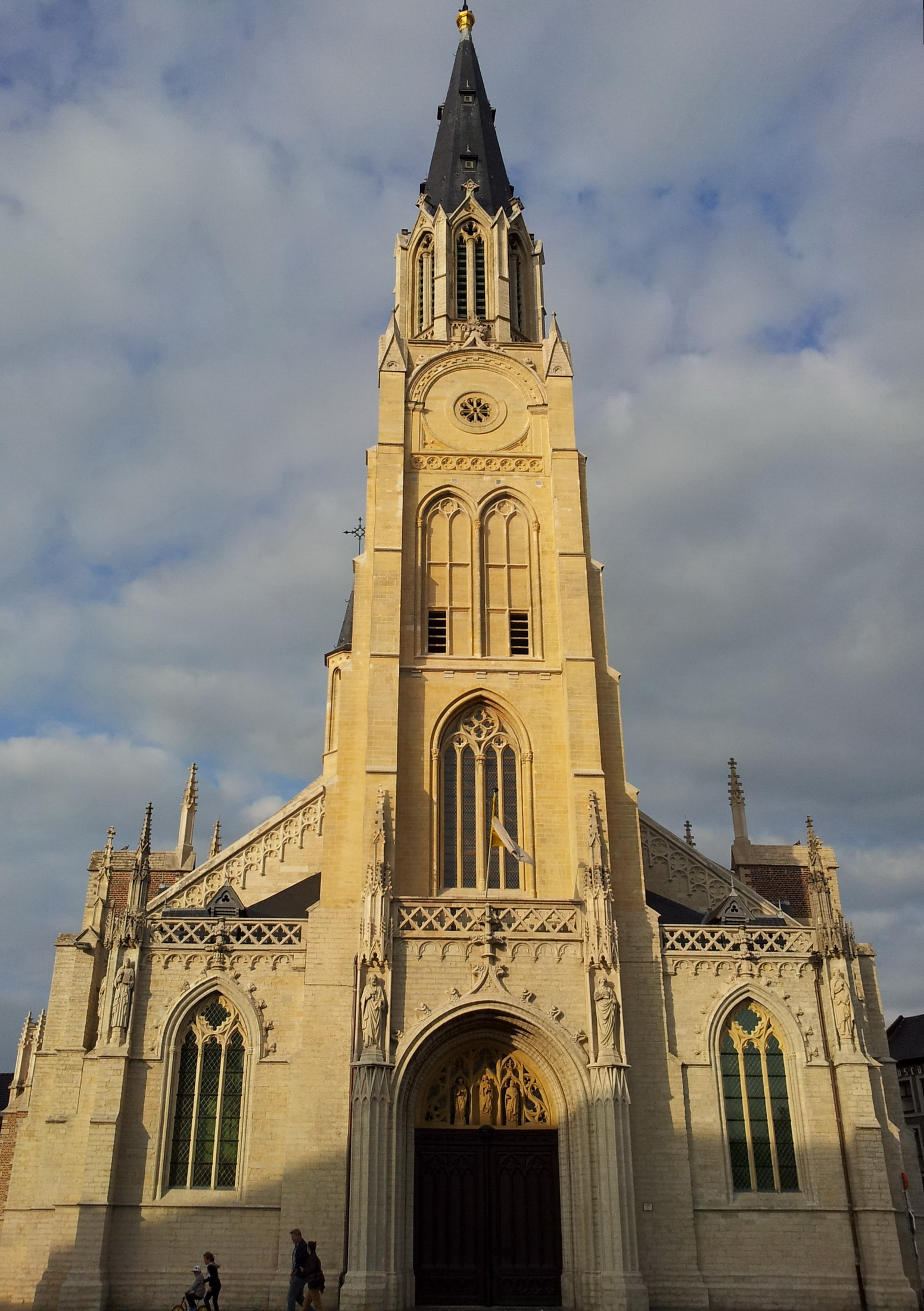
Kerk vanuit het westen
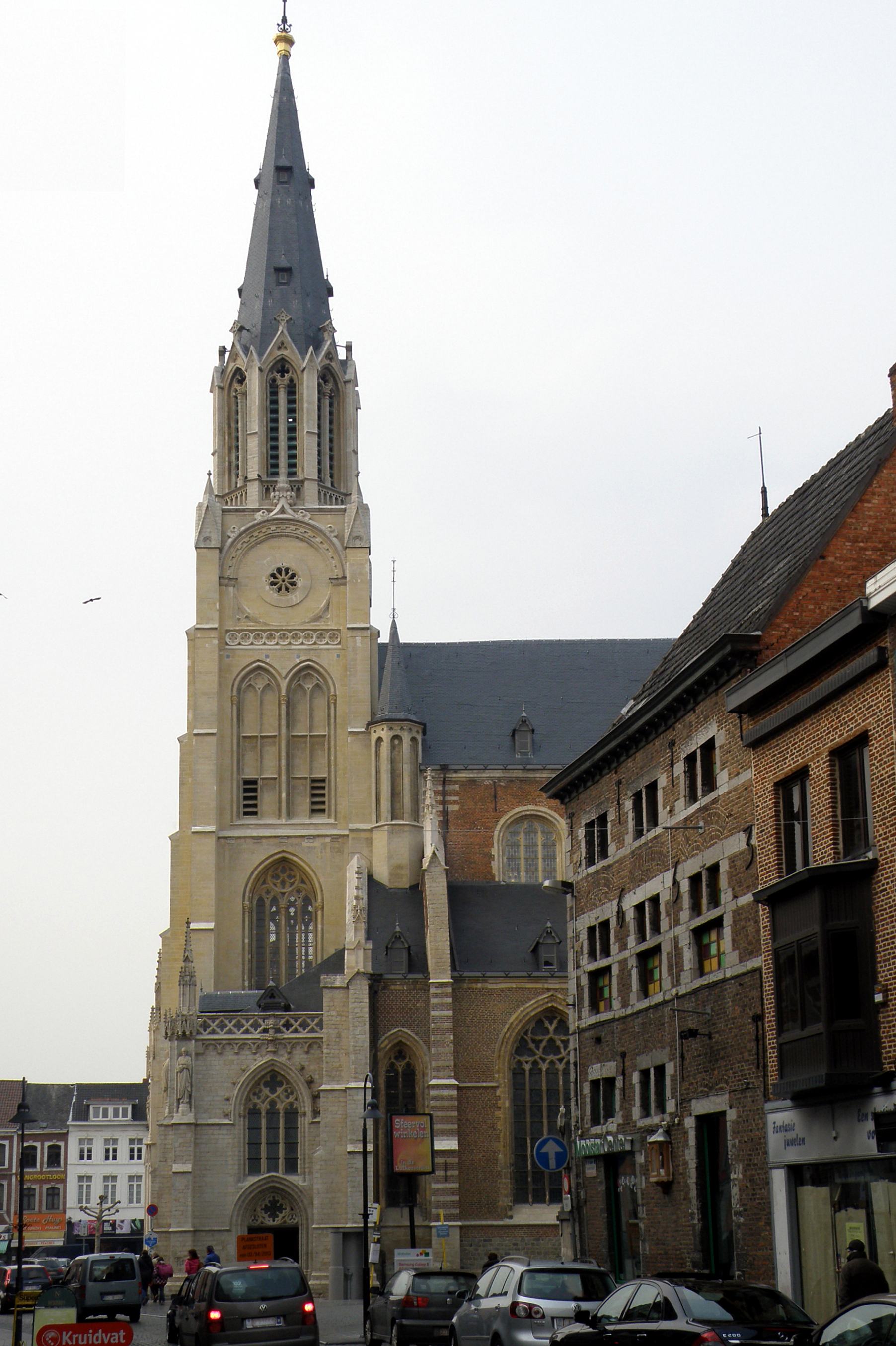
Toren zuidzijde
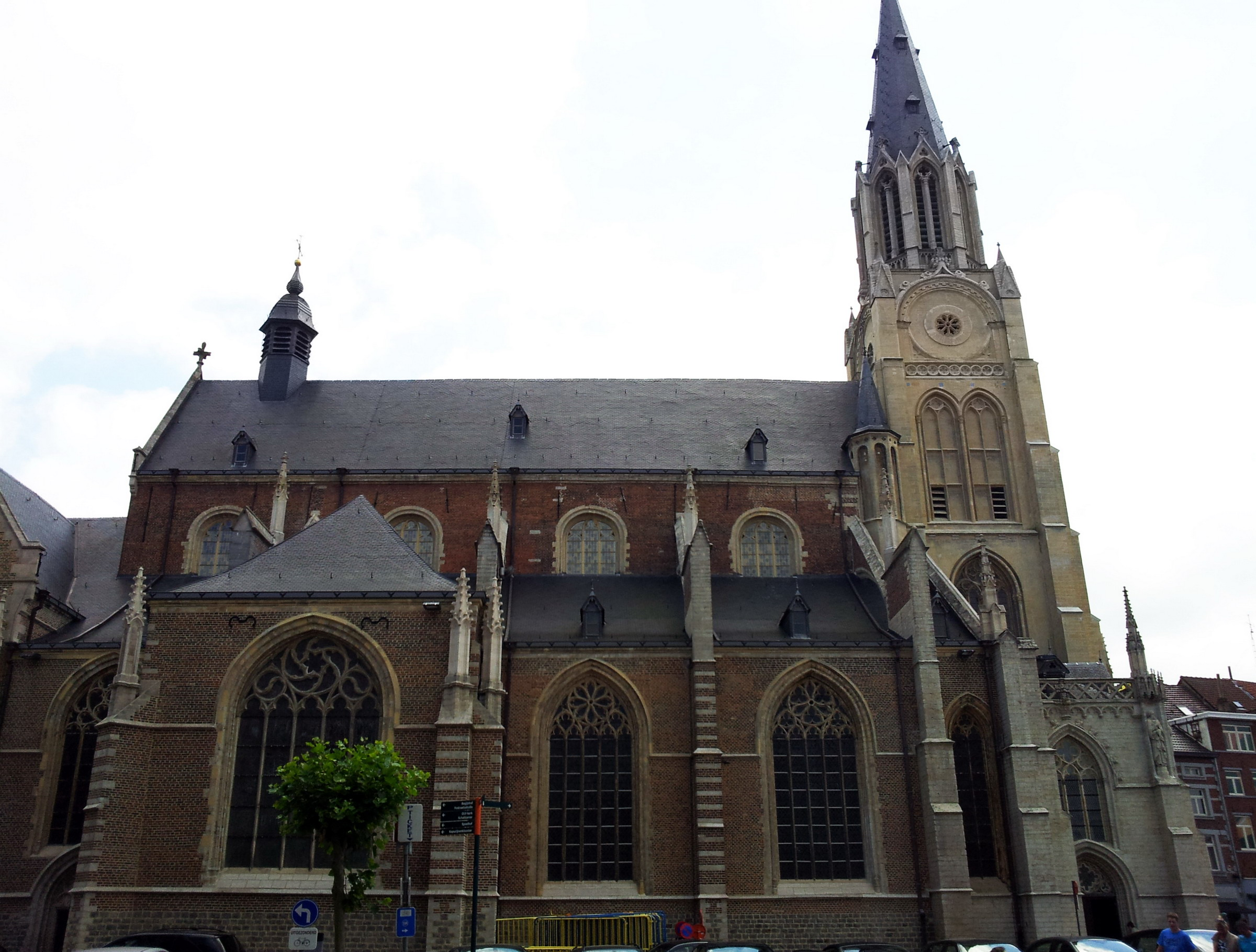
Kerk vanuit het noorden

### Interieur
De kerk bestaat uit een driebeukig schip van vier traveeën, een transept van één travee en een koor van één travee met een driezijdige afsluiting. De entree van de kerk bevindt zich op de begane grond van de toren, die overkluisd is met een kruisribgewelf op hoekconsoles. Het interieur van de kerk is deels witbepleisterd; de pilaren zijn van natuursteen en onbeschilderd. De kapiteelloze, gebundelde pilaren dragen kruisribgewelven tussen spitsboogvormige gordelbogen. De ribben in de zijbeuken, eveneens met kruisribgewelven, worden gedragen door gebeeldhouwde kraagstenen. De laatste twee traveeën van de zijbeuken en de transeptarmen hebben een stergewelf, waarvan de sluitstenen zijn versierd met engelenkoppen.
De Onze-Lieve-Vrouwekapel is door een smeedijzeren hek van de kerk afgesloten en heeft een bepleisterd en beschilderd interieur in vrij donkere, neogotische stijl. Het koor, met een straalgewelf, is op vergelijkbare wijze gedecoreerd. Op de triomfboog is een muurschildering van het Laatste Oordeel aangebracht, in 1626 geschilderd door Johannes Van den Eynde; in 1862 gerestaureerd. In het middenschip hangt een 16e-eeuws gepolychromeerd houten triomfkruis.
Andere vermeldenswaardige beelden zijn een gepolychromeerd houten beeld van Madonna met Kind en inktpot (4e kwart 14e eeuw) en een groot aantal laatgotische beelden uit de periode rond 1500, onder andere een eiken beeld van Christus aan het kruis (4e kwart 15e eeuw), gepolychromeerde houten beelden van Christus-op-de-Koude-Steen (1e kwart 16e eeuw), Christus in het graf (16e eeuw), Sint-Anna-te-Drieën (ca. 1500), Madonna met Kind op maansikkel (2e helft 16e eeuw) en beelden van Sint-Barbara en Sint-Margaretha van Antiochië (ca. 1500).
Uit de barokperiode dateren een gepolychromeerd houten beeld van Madonna met Kind, toegeschreven aan de in Sint-Truiden geboren beeldhouwer Artus Quellinus de Jonge (2e helft 17e eeuw), witgeschilderde houten beelden van Sint-Paulus en Sint-Simon (17e eeuw), gepolychromeerd houten beeld van Sint-Odilia(?) (ca. 1700), Sint-Hubertus en Sint-Jozef met Kind (1e helft 18e eeuw) en houten beelden van Madonna met Kind, Sint-Lambertus en Sint-Trudo (19e eeuw).
Van het meubilair zijn vermeldenswaardig het zijaltaar van Sint-Lucia (1e kwart 18e eeuw), twee eikenhouten biechtstoelen in Lodewijk XV-stijl, de eikenhouten preekstoel (1773), de neogotische koorbanken en de koperen doopvont (ca. 1860). Verder bevinden zich in de kerk enkele grafstenen uit de 16e en 17e eeuw.

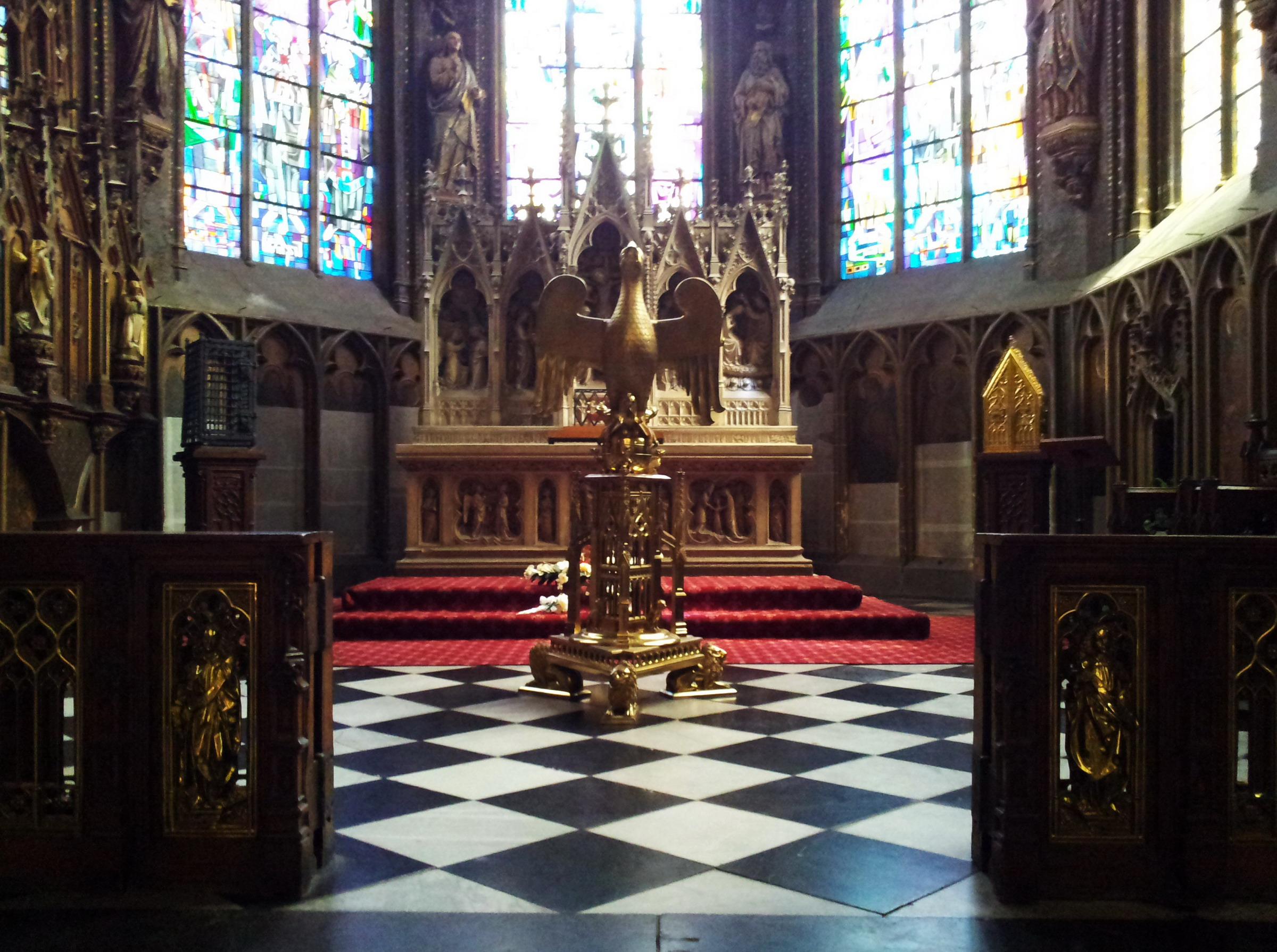
Interieur naar het koor
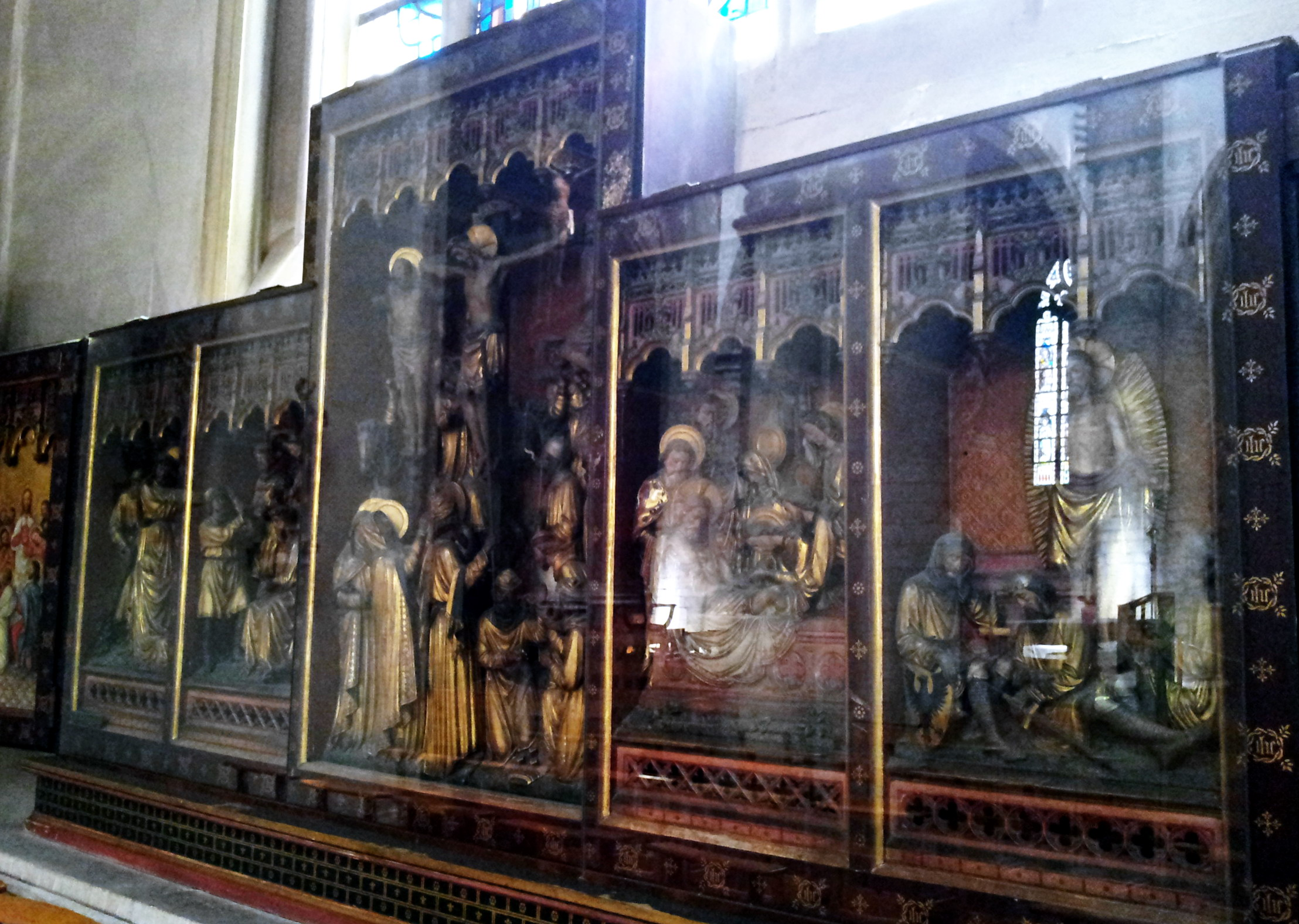
Neogotisch altaarretabel
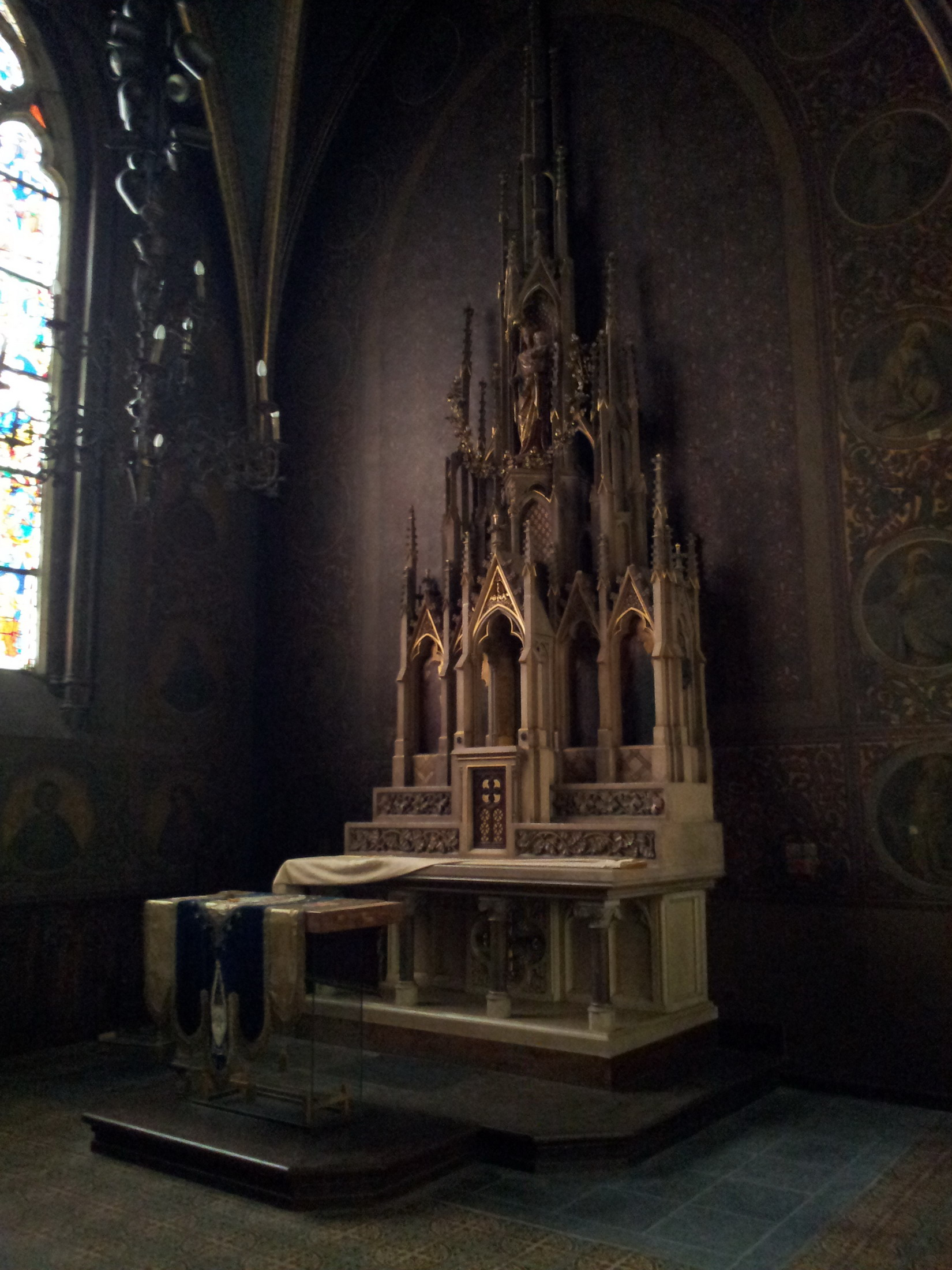
Onze-Lieve-Vrouwekapel
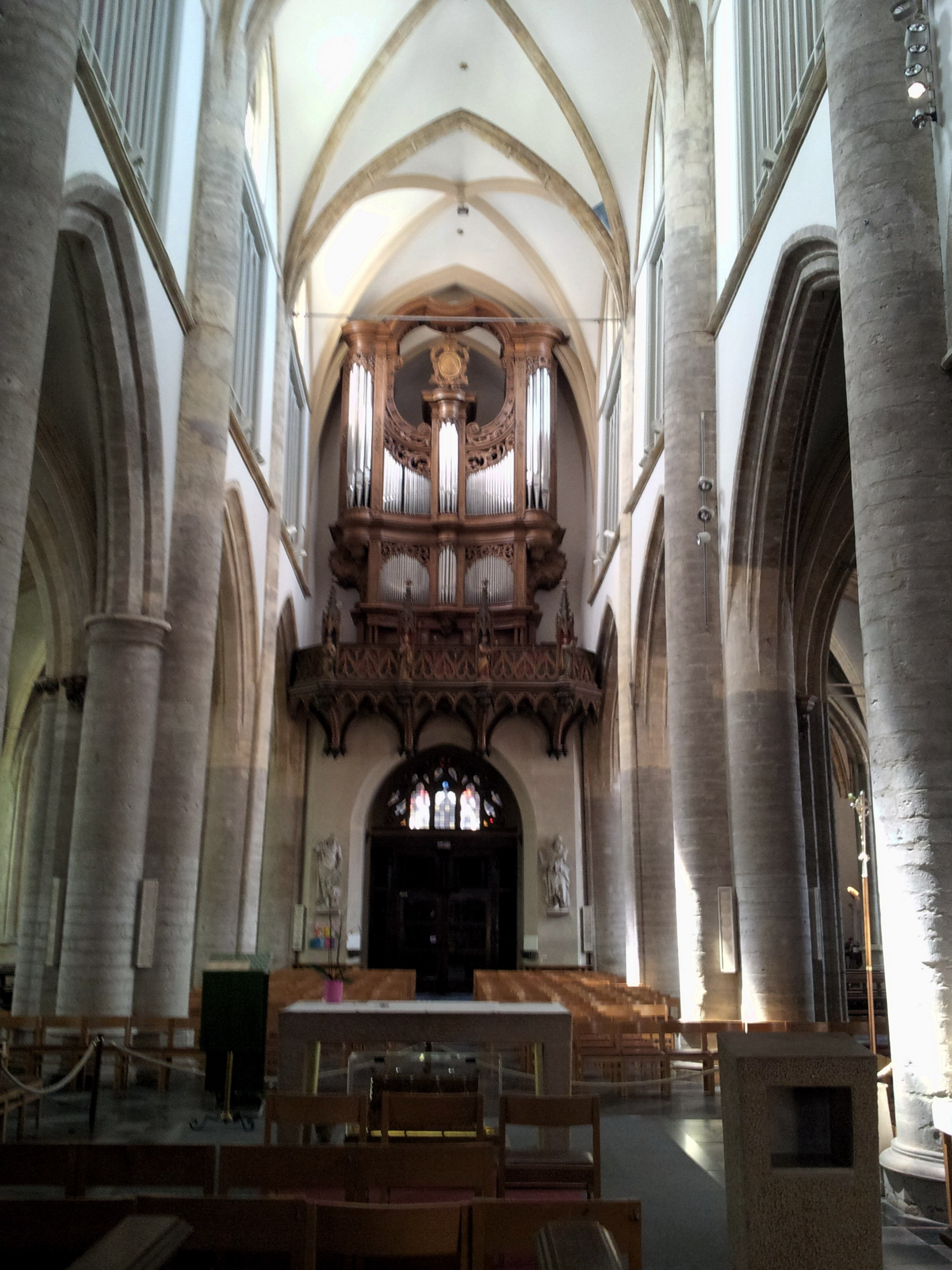
Zicht op de orgeltribune

### Schatkamer
De crypte, toegankelijk via de sacristie, herbergt een bijzonder mooie kerkschat, waaronder enkele zeer oude kunstvoorwerpen. Veel voorwerpen in de schatkamer zijn afkomstig van de voormalige abdij van Sint-Truiden. Topstukken zijn de reliekschrijnen van Sint-Trudo en Sint-Eucherius, enkele reliekbustes, een twaalftal zilveren apostelenbeelden, diverse verguld zilveren monstransen en diverse andere liturgische voorwerpen en paramenten.

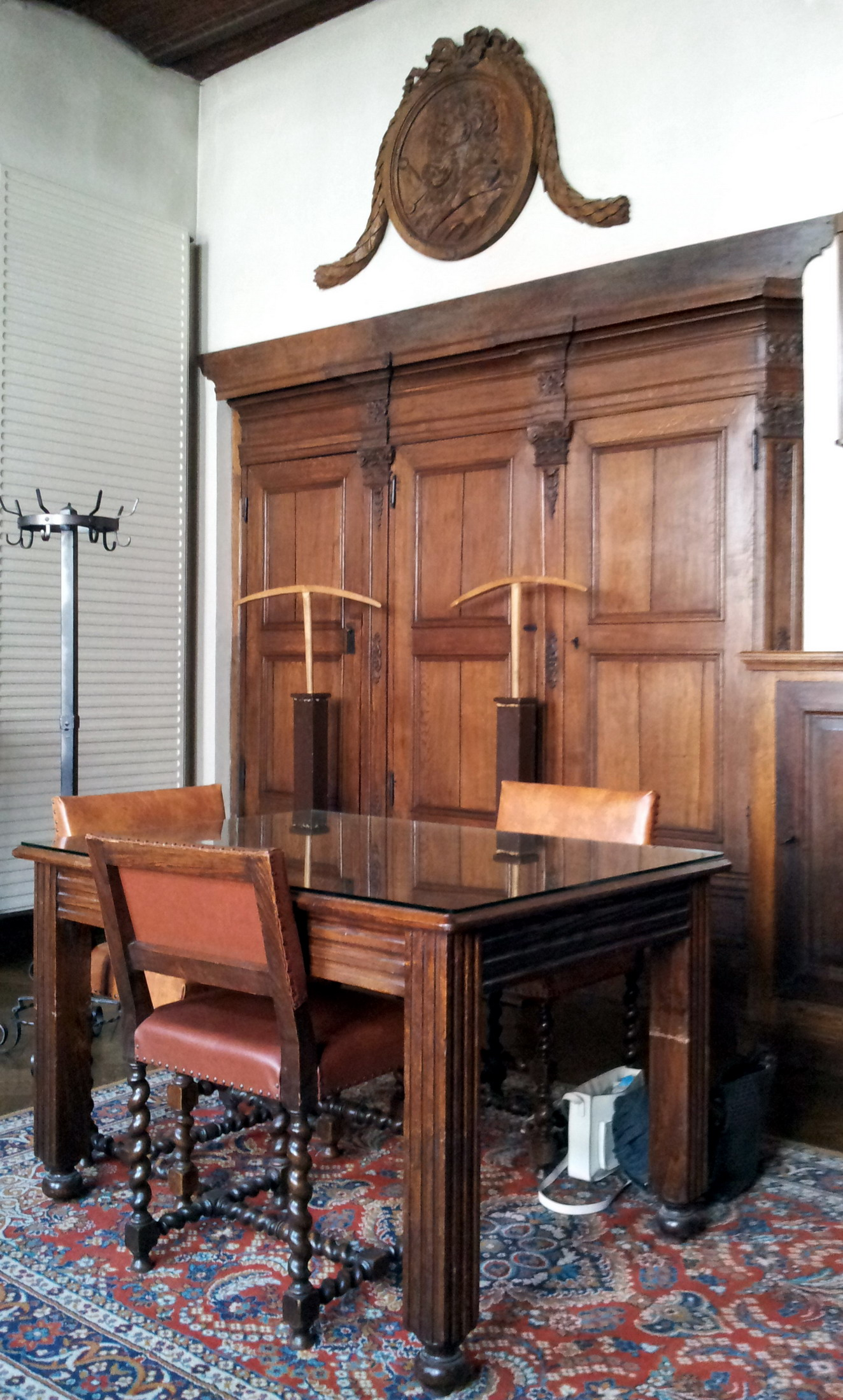
Sacristie
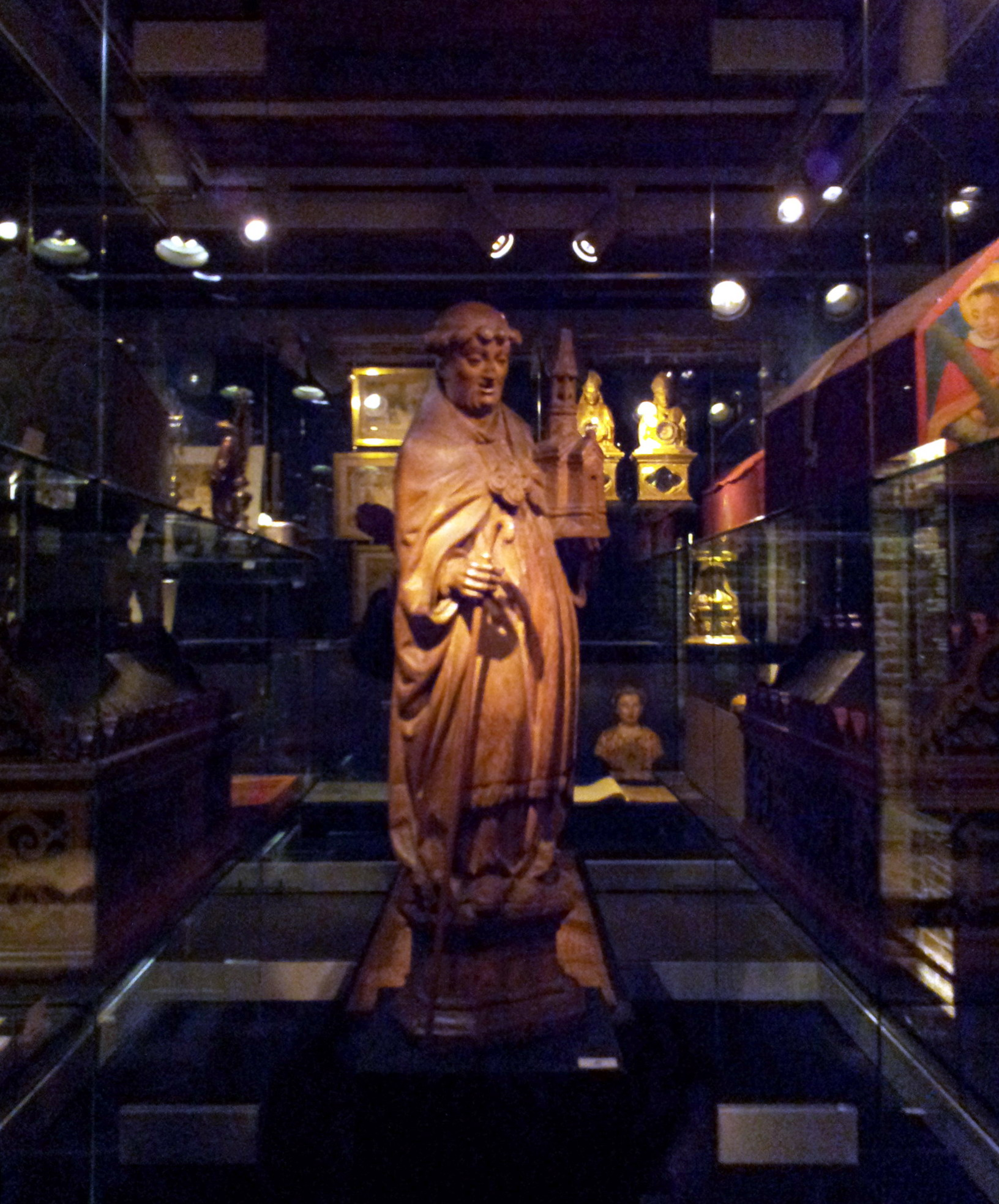
Overzicht schatkamer
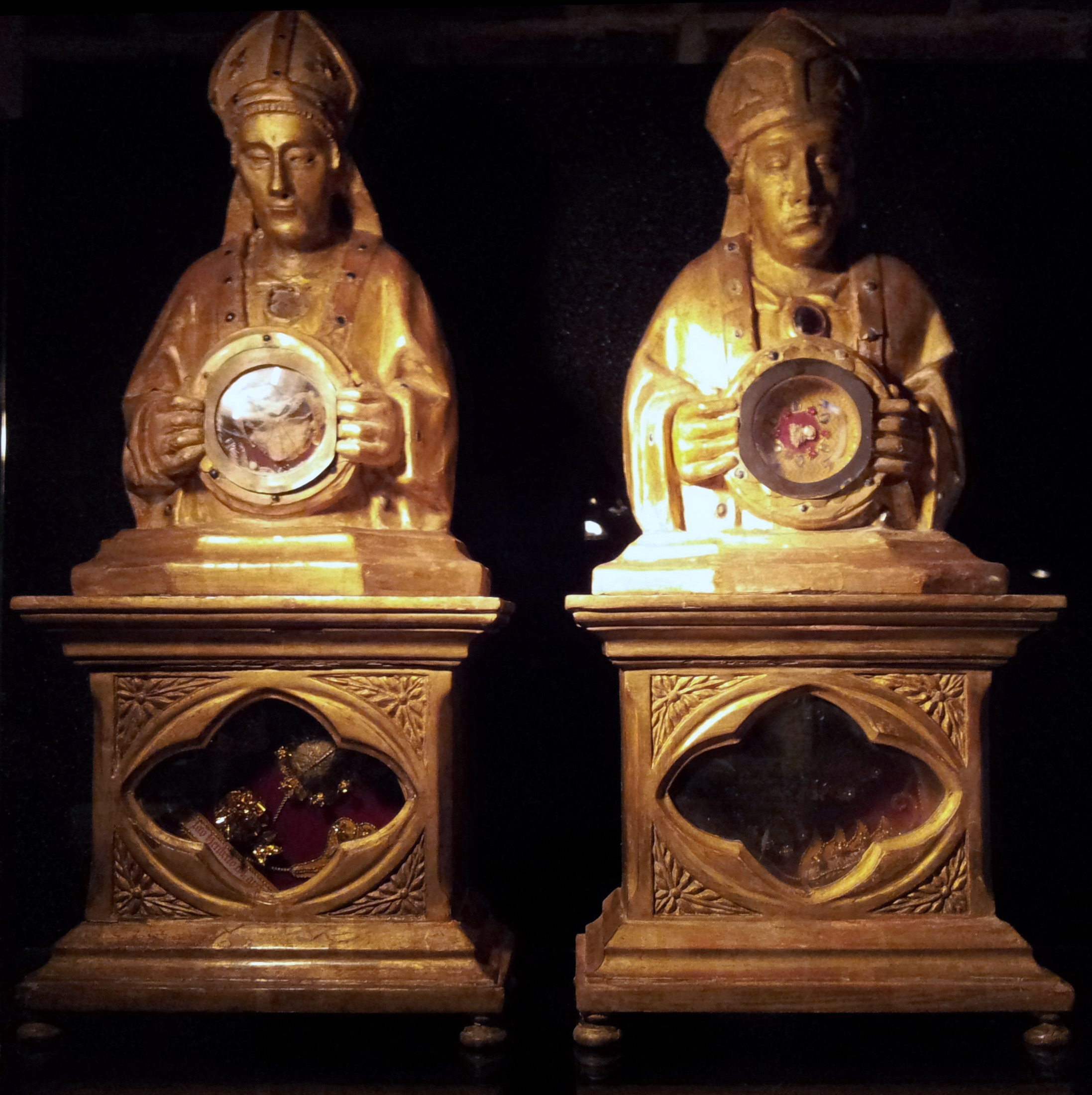
Twee reliekbustes
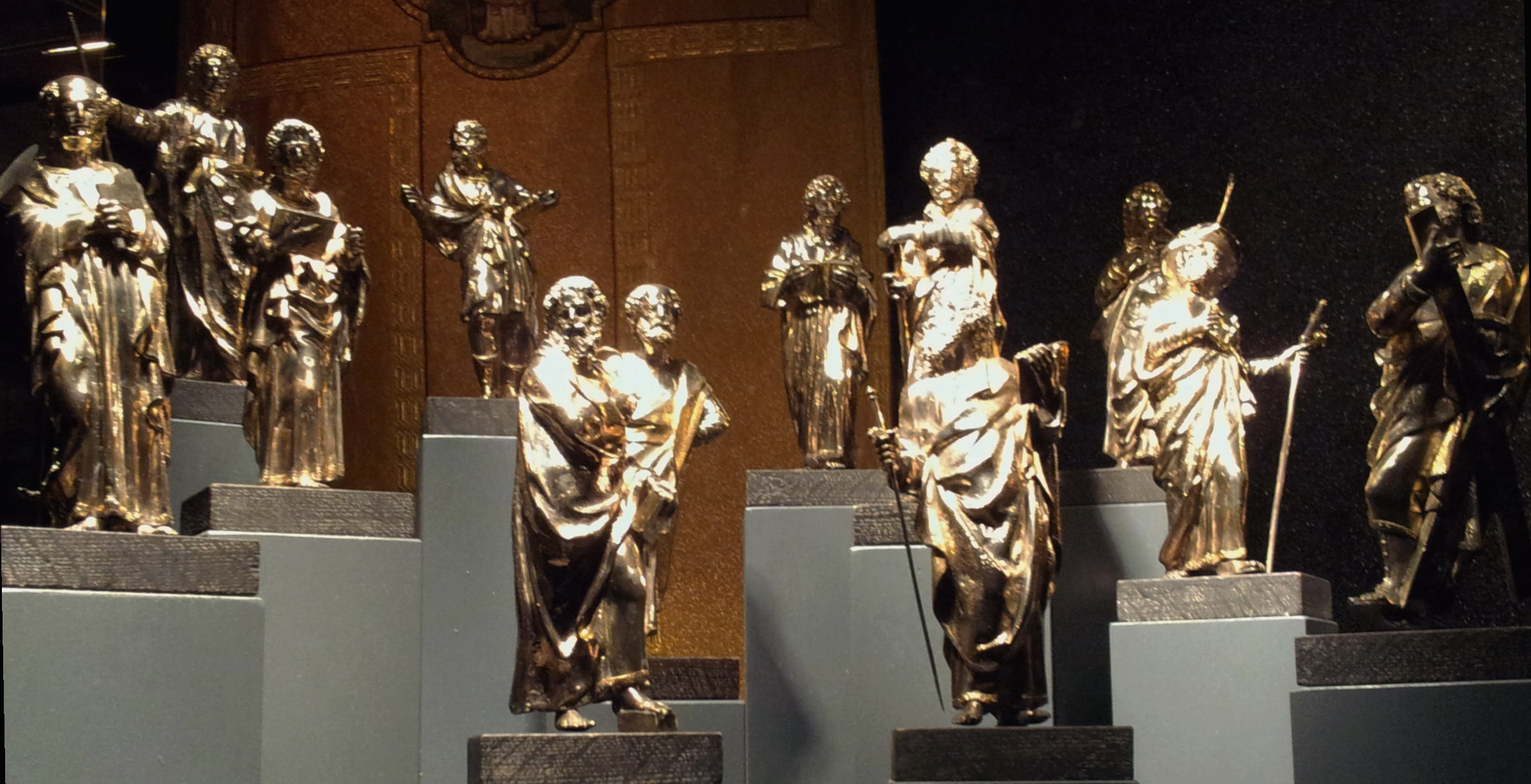
Zilveren apostelenbeelden